# USS California (BB-44)
Pour les autres navires du même nom, voir USS California.
L’USS California (BB-44), était un cuirassé de la marine américaine, de la classe Tennessee, le cinquième à porter le nom du 31e État de l'Union. Pendant l'attaque de Pearl Harbor, mené par l'armée japonaise le 7 décembre 1941, l'USS California fut touché par deux bombes et deux torpilles. L'équipage reçut l'ordre d'évacuer le navire.
Renfloué, il reprit du service durant les campagnes du Pacifique à partir de 1944. Il fut désarmé en février 1947 et vendu pour la ferraille en juillet 1959.

## Attaque de Pearl Harbor

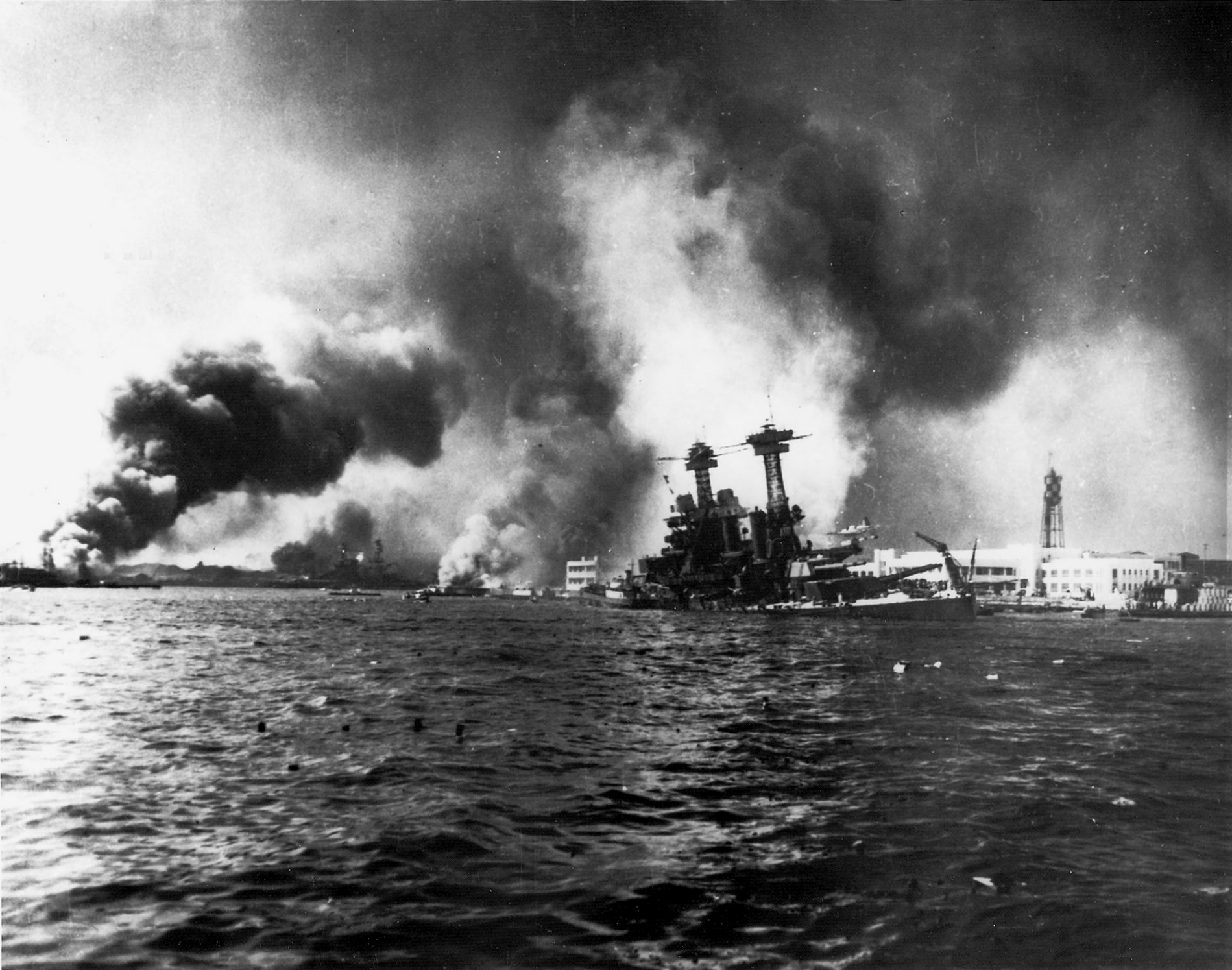
L'attaque de Pearl Harbor

Lors de l'attaque de Pearl Harbor, le 7 décembre 1941, l'USS California était amarré dans l'allée des cuirassés et portait la marque du contre-amiral Pye. Contrairement aux autres cuirassés qui étaient à couple, lui était seul à l'avant, 500 mètres devant les autres. Cette situation faisait de lui un navire isolé qui fut assez vite pris pour cible. De plus, six panneaux étanches étaient retirés pour être inspectés le lendemain. De nombreux autres ne sont pas fermés. Enfin, ne se doutant pas d'une attaque, beaucoup d'officiers dorment à terre. À 8 h 5 donc, le California reçoit deux torpilles, une sur le tiers avant de la passerelle, l'autre à l'arrière sous la tourelle no 3. Assez vite, le navire prend de la bande et une soute à mazout crevée laisse échapper son contenu dans la mer. Des incendies se déclarent. L'eau commence à neutraliser certaines zones du bateau dont le compartiment électrique avant. Le navire est alors privé d'électricité. Les canons antiaériens de 127 mm doivent être approvisionnés et chargés à la main. En 5 minutes, le cuirassé subit des arrivées d'eau, des incendies et une panne d'électricité. À 8 h 25, une bombe explose près d'une soute à munitions faisant 50 morts. Une deuxième endommage l'étrave. En réaction à l'état du navire, le captain Bunkley donne l'ordre partiel d'évacuation. Tentant de s'enfuir par la mer, les hommes doivent arriver au plus vite sur le rivage sous peine d'être brûlés par le mazout qui prend feu. De l'île Ford, des hommes tentent d'aider les marins du California dans leur lutte contre l'eau et le feu. L'eau entraîne l'alourdissement du navire qui peu à peu s'enfonce mais ne chavire pas. Au-dessus les bombardiers japonais tentent pour le moment en vain de l'achever. La deuxième vague ne permettra pas non plus la destruction complète du navire où la DCA en alerte réagit de manière vigoureuse face aux attaques et les japonais ne peuvent s'approcher du navire. À bord, les équipes de sécurité soutenus par les marins de l'île Ford continuent d'essayer de circonscrire le feu.
À la suite des attaques japonaises, le navire continue à s'enfoncer et sa légère gîte sur bâbord fait que l'eau arrive maintenant au ras du pont, de plus, l'incendie provenant des fuites de mazout commence à se rapprocher de la coque ce qui aurait pour effet de provoquer l'explosion des munitions encore présentes à bord. À 10 h, le commandant Bunkley finit par donner l'ordre d'évacuation car le danger du feu est trop présent. Restant avec quelques hommes sur le navire, il s'aperçoit que la direction du vent a changé et de fait contribue à éloigner le feu. Il fait alors rappeler les marins qui viennent de débarquer. Mais les hommes épuisés n'ont aucune envie de revenir sur le navire qui menace d'exploser et il faut hisser le drapeau américain sur le navire pour que les marins reviennent à bord. À ce moment, les dragueurs Vireo et Bobolink viennent soutenir les hommes du California en mettant en place leurs lances anti-incendie. Finalement grâce à ces nombreuses aides, ses incendies sont enfin circonscrits. Mais, à ce moment-là, l'USS California risque de chavirer ce qui rendrait sa perte irréversible. On tente de remplir les ballasts tribord mais cela est insuffisant et les pompes ne sont pas assez nombreuses, un plongeur dit avoir vu un trou gros comme une maison qu'il paraît difficile de combler avec les moyens du bord. Finalement, on décide de laisser le navire couler droit pour autoriser la possibilité  d'un renflouage ultérieur. Les derniers hommes sont évacués dont deux infirmiers qui étaient bloqués et qui furent totalement défigurés. L'attaque fait un total de 105 tués dans l'équipage.
Finalement, le cuirassé USS California fut bien renfloué et reprit du service en janvier 1944 après 25 mois d'immobilisation durant la campagne du Pacifique. Il effectue des missions d'appui feu au sein du Battleship Squadron 1.